# Branche della conoscenza

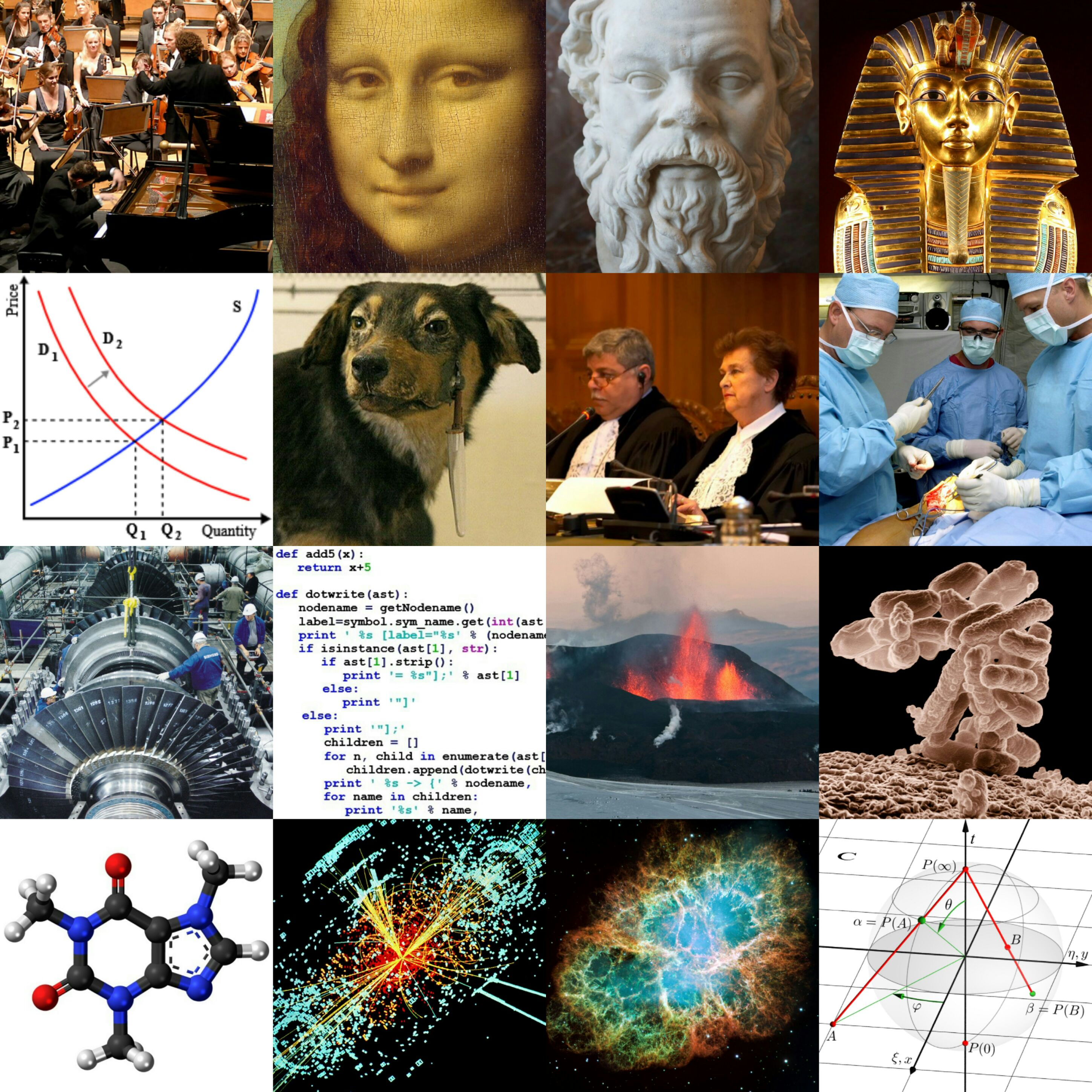
Collage di immagini rappresentati varie branche della conoscenza umana

La lista seguente fornisce un elenco non esaustivo delle diverse branche della conoscenza umana, con le relative definizioni, basato principalmente sulla gerarchia del Nuovo soggettario, che è il tesauro della Biblioteca Nazionale Centrale di Firenze.
L'elenco è stato creato per includere quei campi generalmente considerati legittimi d'indagine e raccolta sistematica di conoscenze.

## Arti e discipline delle arti
- Arti figurative: anche dette belle arti, arti espresse per mezzo di figure[1]
  - Architettura: arte e tecnica volta alla progettazione e realizzazione di edifici e spazi fruibili[2]
  - Arti decorative: arti riguardanti la decorazione e creazione di categorie di oggetti dal valore più utilitaristico che estetico[3]
  - Computer art: arte prodotta con l'elaboratore
  - Assemblage: tecnica artistica che realizza composizioni tridimensionali di oggetti e materiali eterogenei
  - Fotografia: arte volta alla rappresentazione della realtà attraverso la registrazione permanente di immagini
  - Grafica: attività artistiche volte alla realizzazione di opere fondamentalmente disegnative
  - Pittura: arte di creare ed esprimere il mondo esterno o l'intuizione artistica in un linguaggio visivo e bidimensionale, specialmente mediante colori e linee[4][5]
  - Scultura: arte di rappresentare immagini o figure modellando o incidendo vari materiali
  - Video art: arte avente come mezzo espressivo processi e apparecchiature televisive
- Cinema: arte di intrattenimento basata su immagini in movimento
- Danza: arte consistente in un insieme di movimenti del corpo, spesso eseguiti assieme a un accompagnamento musicale
- Letteratura: creazione o studio di opere, generalmente scritte, con fini estetici o comunque dall'alto valore intellettuale per stile e concezione[6]
  - Letteratura comparata: studio comparato di letterature di più di una lingua o cultura
- Musica: arte di ideare e produrre suoni della voce umana o di strumenti musicali, combinandoli in successioni strutturate[7]
- Teatro: arte volta alla rappresentazione di determinati avvenimenti di fronte a un pubblico
- Fumetto: arte con un proprio linguaggio formato da più codici, costituiti principalmente da immagini e testo[8][9]
- Discipline riguardanti l'arte
  - Iconografia: studio degli elementi delle opere d'arte
  - Musicologia: studio della musica nei suoi vari aspetti
    - Organologia: studio degli strumenti musicali

  - Poetica: studio della poesia nei suoi vari aspetti[10]

## Discipline umanistiche e religiose

### Discipline religiose
- Discipline riguardanti la religione
  - Agiografia: studio della letteratura sui santi
  - Demonologia: studio delle credenze demoniache
  - Teologia: studio delle questioni religiose
    - Apologetica: disciplina mirante alla dimostrazione della verità della propria religione
    - Ecclesiologia: studio dell'origine e delle caratteristiche della Chiesa cattolica
    - Escatologia: studio delle credenze religiose riguardanti il destino ultimo degli uomini e del mondo
    - Soteriologia: studio della salvezza dal male o della sopravvivenza dell'anima dopo la morte nella religione
    - Teologia biblica
    - Teologia cristiana
    - Teologia ebraica
    - Teologia islamica
    - Teologia mistica
    - Teologia morale: studio dei doveri dell'uomo
    - Teologia razionale: studio delle questioni religiose basato sulla ragione
    - Teologia fondamentale: studio epistemiologico delle credenze religiose
    - Teologia spirituale

### Discipline umanistiche
- Discipline umanistiche: discipline volte alla conoscenza dell'uomo, e del suo pensiero, comportamento e cultura nel corso del tempo; sono state escluse alcune discipline sopraelencate della arti, come la musicologia, e altre talvolta considerate umanistiche, come quelle giuridiche.[9][11][12]
  - Araldica: studio delle armi e stemmi nobiliari
  - Armi: studio delle armi e fucili
  - Archeologia: studio delle civiltà antiche effettuato anche mediante gli scavi
    - Bioarcheologia: studio dei reperti biologici dell'antichità
    - Archeologia biblica: studio dei reperti biblici
    - Archeologia paleocristiana: studio del cristianesimo attraverso reperti che ne tracciano la storia
    - Archeologia medievale: settore dell'archeologia incentrato sul Medioevo
    - Archeologia subacquea: studio dei reperti sommersi
    - Archeometria: studio dei reperti archeologici con le tecniche delle scienze naturali
    - Archeozoologia: studio dei resti di animali rinvenuti tra i reperti archeologici
    - Assiriologia: studio delle civiltà antiche con la scrittura cuneiforme
    - Egittologia: studio dell'Antico Egitto
    - Epigrafia: studio delle epigrafi dell'antichità
    - Etnoarcheologia: studio delle civiltà del passato effettuato mediante l'osservazione delle culture contemporanee
    - Etruscologia: studio della civiltà, dell'arte e della lingua degli Etruschi
    - Paleodemografia: studio demografico dell'Antichità

  - Codicologia: studio dei manoscritti
  - Diplomatica: studio storico dei documenti
  - Filologia: disciplina diretta alla ricostruzione e comprensione dei documenti letterali
  - Filosofia: attività conoscitiva incentrata alla comprensione delle strutture permanenti della realtà e all'individuazione di principi universali di comportamento
    - Antropologia filosofica: indagine sull'essere umano all'interno dell'ambiente che abita, sullo sviluppo storico delle sue pratiche e sulla sua cultura.
    - Epistemologia: indagine sulle possibilità e sui limiti della conoscenza umana e sul metodo delle scienze
    - Ermeneutica: metodo d'indagine interpretativo di un testo biblico e filosofico, basato sul ritrovamento del significato originario di quel testo, mediato dal tempo storico. Il circolo ermeneutico è il significato originario che si trasmette nel tempo, che si dà all'interpretazione.
    - Estetica: scienza delle forme della sensibilità, del giudizio sul sensibile, del bello e del brutto e del sublime. La filosofia dell'arte è un suo ramo.
    - Etica: riflessione sulla libertà e sull'agire umano.
    - Fenomenologia: metodo d'indagine filosofica che studia i fenomeni come vissuti immanenti di una coscienza trascendentale.
    - Filosofia analitica: orientamento di pensiero volto soprattutto all'analisi del linguaggio
    - Filosofia antica: studio del pensiero dei filosofi dell'antichità
    - Filosofia del diritto: riflessione filosofica sul diritto e l'esperienza giuridica
    - Filosofia del linguaggio: studio filosofico del linguaggio
    - Filosofia della natura: filosofia speculativa che indaga il reale nel suo essere naturale, oltre alla natura come fondamento metafisico.
    - Filosofia della religione: riflessione filosofica sui fondamenti dell'esperienza religiosa
    - Filosofia della storia: riflessione sul tempo storico e sull'interpretazione della storia umana e universale.
    - Filosofia medievale: insieme di riflessioni filosofiche sviluppatesi nel Medioevo
    - Filosofia politica: riflessione filosofica sui fenomeni riguardanti la Politica
    - Filosofia pratica: riflessione filosofica sull'agire umano
    - Filosofia teoretica: campo della filosofia che riflette sulla realtà da un punto di vista teorico
    - Logica: studio delle condizioni di validità del ragionamento
      - Dialettica metodo d'indagine filosofico che si basa sull'opposizione di argomenti.
      - Logica combinatoria
      - Logica deontica: logica basata su argomentazioni per esclusione riguardante proposizioni che si riferiscono a idee di comando, permesso o divieto
      - Logica descrittiva: studio degli strumenti e dei metodi per rappresentare la realtà, specificando le proprietà degli oggetti e degli individui di un dominio a partire dai concetti rilevanti per il dominio stesso
      - Logica formale: studio dei sistemi formali di ragionamento.
      - Logica modale: logica che integra i connettivi di possibilità e necessità.
      - Logica simbolica: logica che utilizza i simboli per indicare le operazioni logiche
        - Logica matematica: logica che utilizza simboli e regole matematiche

    - Metafisica: indagine filosofica sulle cause ed i principi. Risponde alla domanda: perché c'è qualcosa e non il nulla?
    - Ontologia: riflessione sull'essere in quanto essere

  - Genealogia: studio della discendenza e dell'origine di famiglie e stirpi
  - Germanistica: studio della cultura e della storia dei popoli di lingua tedesca
  - Ispanistica: studio della cultura e della storia dei popoli di lingua spagnola
  - Italianistica: studio della lingua e letteratura italiana
  - Medaglistica: studio delle antiche monete e medaglie
  - Medievistica: studio del medioevo
  - Museologia: disciplina incentrata sull'organizzazione dei musei
  - Numismatica: studio delle caratteristiche delle monete e delle loro relazioni con i vari aspetti delle società che le hanno prodotte
  - Orientalistica: insieme di discipline incentrate sulle civiltà orientali e sulla loro cultura
    - Indologia: studio della cultura e della civiltà dell'India
    - Iranistica: studio della civiltà, della lingua e della storia dell'Iran

  - Paleografia: studio delle caratteristiche e dell'evoluzione della scrittura
    - Paleografia cinese
    - Paleografia greca: studio della scrittura greca di età classica
    - Paleografia indiana
    - Paleografia latina: studio dei documenti scritti in lingua latina tra i secoli VII a.C. e XVI d.C.
    - Paleografia musicale: studio della scrittura musicale antica

  - Papirologia: attività di ricerca e analisi dei papiri
    - Papirologia giuridica: studio delle norme del diritto consuetudinario mediante l'analisi dei papiri

  - Retorica: arte della persuasione mediante il linguaggio parlato e scritto
    - Retorica classica: retorica della civiltà classica
      - Retorica greca: retorica della civiltà greca
      - Retorica latina: retorica della civiltà latina

    - Topica: studio dei luoghi comuni su cui fondare le argomentazioni

  - Sfragistica: studio dei sigilli
  - Slavistica: studio della cultura slava
  - Stilistica: studio delle forme stilistiche dei testi letterali
    - Stilistica latina

  - Storia: studio degli avvenimenti del passato riguardanti l'essere umano
    - Storia biblica: storia dei paesi trattati nella Bibbia al tempo del racconto biblico
    - Storia locale
    - Storia militare
    - Storia delle religioni
    - Storia sociale: ricerca storica incentrata sulla ricostruzione di una determinata società
    - Storia urbana
    - Storia del diritto

  - Storia dell'arte: studio storico delle arti figurative
  - Storia della musica: studio cronologico della musica
  - Storia della scienza
    - Storia della chimica:storia della nascita e dello sviluppo della chimica
    - Storia della fisica:storia della fisica, dallo studio dei primi filosofi a quella moderna
    - Storia della matematica
    - Storia della medicina
    - Storia dell'astronomia

  - Storia del teatro
  - Storiografia: scrittura di eventi storici effettuata con metodo critico[9][10][13]

## Geografia
- Geografia: scienza mirante allo studio e rappresentazione della Terra e della superficie terrestre, nonché dei luoghi e fenomeni fisici, biologici e umani riguardanti il Pianeta, con le loro relative interazioni e distribuzioni[14][15]; la geografia umana è stata classificata nelle scienze sociali.
  - Biogeografia: scienza della distribuzione di animali e piante in relazione alle condizioni ambientali
  - Geografia fisica: scienza degli aspetti della superficie terrestre determinati dai fenomeni naturali
  - Geografia matematica
  - Geografia militare: studio della superficie della terra con tutti i relativi problemi morfologici, geologici, idrologici, di sviluppo delle popolazioni e dei traffici, in particolari periodi di eccezionali attività come quelli di guerra
  - Topografia: studio dei procedimenti e dei sistemi necessari alla rappresentazione grafica di parti della superficie terrestre[9][16]

## Scienze applicate
Scienze applicate: scienze tese a esigenze pratiche, in contrapposizione al carattere delle scienze pure

### Arte militare
- Arte militare: uso dei comportamenti e mezzi disponibili ai militari in contesti bellici[18]
  - Logistica militare: attività tese all'efficiente rifornimento, trasporto e mantenimento di viveri, armamenti e altri materiali necessari[19]
  - Organica militare: studio dell'organizzazione e coordinazione efficienti delle varie unità militari, e del relativo impiego di personale, armi e altri mezzi[20]
  - Strategia militare: attività di preparazione, anche in termini di obiettivi, e coordinazione delle grandi operazioni belliche[21]
  - Tattica militare: studio dell'impiego e movimento dei vari mezzi e unità militari nel combattimento[22][23][9]

### Tecnologie
- Tecnologie: complesso di discipline e attività riguardanti l'applicazione di conoscenze scientifiche e mezzi per i fini pratici degli uomini, per le trasformazioni operate sul loro ambiente; rispetto al termine tecnica, la parola tecnologia è più propriamente riferita alle conoscenze sistematiche e alle attività per l'uso ottimale delle singole tecniche e procedimenti, e delle conoscenze tecnico-scientifiche avanzate[9][24][25]
  - Agraria: insieme di discipline e tecniche applicate all'agricoltura
  - Architettura navale: tecnica della costruzione navale
  - Biotecnologia: scienza dello sfruttamento dei processi biologici
  - Cibernetica: scienza della realizzazione di macchine che imitano il funzionamento di esseri viventi
    - Bionica: scienza delle analogie di funzionamento tra esseri viventi e dispositivi elettronici
    - Robotica: scienza della realizzazione e utilizzo dei robot

  - Domotica: applicazione dell'informatica per l'automazione dei dispositivi domestici
  - Elettronica: scienza dei dispositivi che impiegano fasci o correnti di elettroni
    - Elettroacustica: scienza delle trasformazioni dell'energia acustica in energia elettrica e viceversa
    - Elettronica di potenza
    - Elettronica digitale
    - Elettronica nucleare
    - Elettronica quantistica
    - Meccatronica: branca dell'elettronica applicata ai sistemi meccanici e micromeccanici
    - Microelettronica: scienza della miniaturizzazione dei circuiti e dei componenti elettronici
    - Radioelettronica

  - Elettrotecnica: scienza delle applicazioni pratiche dell'elettricità
  - Enologia: tecnica della produzione del vino
  - Ergonomia: scienza incentrata sulla funzionalità degli ambienti di lavoro
  - Fisica tecnica: branca della fisica applicata a problemi tecnico-pratici
    - Acustica applicata
    - Acustica architettonica: studio dell'influenza delle caratteristiche dell'ambiente sulla percezione dei suoni e dei relativi miglioramenti
    - Fisica medica: applicazione dei principi della fisica ai problemi di salute
    - Metallografia: studio delle caratteristiche dei metalli e delle leghe
    - Pirometria: branca della fisica tecnica riguardante la misurazione delle alte temperature
    - Termotecnica: branca della fisica tecnica riguardante le applicazioni dell'energia termica

  - Ingegneria: scienza delle applicazioni pratiche delle scienze matematiche, fisiche e naturali
    - Ingegneria aeronautica
    - Ingegneria aerospaziale
    - Ingegneria agraria
    - Ingegneria ambientale
    - Ingegneria biochimica
    - Ingegneria biomedica
    - Ingegneria chimica
    - Ingegneria civile
    - Ingegneria dei sistemi
    - Ingegneria genetica
    - Ingegneria industriale
    - Ingegneria informatica
    - Ingegneria meccanica
    - Ingegneria militare
    - Ingegneria navale
    - Ingegneria nucleare
    - Ingegneria petrolifera
    - Ingegneria sanitaria
    - Meccanica applicata: branca dell'ingegneria che utilizza i risultati e i metodi della fisica matematica applicandoli nello studio cinematico e dinamico dei sistemi meccanici di interesse pratico

  - Informatica: scienza dell'elaborazioni di dati mediante computer
    - Informatica quantistica: disciplina riguardante l'elaborazione dell'informazione attraverso i principi della meccanica quantistica
    - Intelligenza artificiale: disciplina riguardante l'imitazione dei processi mentali da parte dei computer
    - Sicurezza informatica: disciplina riguardante la protezione dei sistemi di elaborazione dalle operazioni informatiche non autorizzate
    - Bioinformatica: disciplina che mette in contatto la Biologia e l'Informatica, in particolare attraverso le applicazioni di quest'ultima ai processi biologici

  - Merceologia: disciplina incentrata sulle proprietà delle merci e i relativi problemi pratici
  - Nanotecnologia: scienza della manipolazione della materia su scala nanometrica[26]
    - Elettronica molecolare: scienza delle risposte agli stimoli di varia natura applicati su strutture di scala nanometrica
    - Spintronica: scienza allo stadio sperimentale riguardante la possibilità di realizzare dispositivi elettronici che utilizzino lo spin degli elettroni per gestire una grande quantità di dati

  - Nautica: scienza delle tecniche per la navigazione
  - Scienze forestali
    - Dendrometria: tecnica di determinazione della quantità di legname ricavabile da un bosco
    - Selvicoltura: disciplina riguardante la gestione dei boschi

  - Tecnologia alimentare: tecnologia per la produzione, conservazione e distribuzione degli alimenti
  - Tecnologia tessile
  - Zootecnica: scienza delle caratteristiche e dello sfruttamento degli animali domestici
    - Ippologia: studio della biologia e delle tecniche di allevamento dei cavalli
    - Zoognostica: tecnica di determinazione del miglior sfruttamento economico dell'animale sulla base della sua conformazione.

### Scienze applicate di ambito economico
- Computisteria: studio dell'aritmetica applicata alla contabilità aziendale
- Logismologia: studio dei fondamenti logici della contabilizzazione
- Ragioneria: disciplina della contabilità e del controllo della gestione delle aziende
- Tecnica bancaria
- Tecnica commerciale
- Tecnica turistica

### Scienze mediche
- Scienze mediche
  - Clinica: scienza indirizzata allo studio diretto del singolo paziente e al conseguente trattamento terapeutico
    - Clinica chirurgica
      - Clinica oculistica
      - Clinica ostetrico-ginecologica
      - Clinica otorinolaringoiatrica

    - Clinica delle malattie tropicali
    - Clinica medica
      - Clinica dermosifilopatica
      - Clinica ginecologica
      - Clinica neurologica
      - Clinica ortopedica
      - Clinica pediatrica
      - Clinica psichiatrica

    - Clinica odontoiatrica
    - Clinica tisiologica
    - Clinica urologica[27]

  - Diagnostica: scienza diretta alla diagnosi
    - Diagnostica chirurgica
    - Diagnostica differenziale: scienza del confronto tra segni, sintomi e analisi di laboratorio tipiche di due o più malattie affini, indirizzata a elaborare, col ragionamento, una diagnosi
    - Diagnostica per immagini: diagnostica che impiega tecniche radiologiche per evidenziare le lesioni a livello dei diversi organi[28]

  - Dietetica: studio dei regimi alimentari in rapporto alle condizioni fisiologiche o alle malattie dell'organismo
  - Eziologia: studio delle cause delle malattie
  - Farmacia: scienza della preparazione dei farmaci basata sulle prescrizioni mediche, le conoscenza scientifiche e le disposizioni della farmacopea ufficiale
    - Dermofarmacia: scienza dei dermocosmetici
    - Tecnica farmaceutica: scienza della realizzazione dei farmaci a partire dalle sostanze medicamentose

  - Farmacologia: scienza della natura e della composizione dei medicinali, delle loro modalità di somministrazione e delle modificazioni funzionali da essi indotte sull'organismo
    - Farmacocinetica: studio delle modalità di assorbimento, distribuzione, trasformazione biologica ed eliminazione dei farmaci da parte dell’organismo
    - Farmacognosia: studio delle caratteristiche morfologiche, chimiche e fisiche dei medicinali e dei loro effetti biologici
    - Posologia: studio delle dosi terapeuticamente utili e dei loro più razionali modi di impiego
    - Psicofarmacologia: scienza degli effetti dei farmaci sulla mente
    - Tossicologia: studio delle sostanze capaci di nuocere, dei loro effetti sull'organismo e dei relativi rimedi[29]
      - Biotossicologia: scienza dei veleni prodotti dagli esseri viventi, delle loro cause, della scoperta e degli effetti di questi veleni, nonché della terapia delle condizioni da esse provocate
      - Chimica tossicologica
      - Tossicologia ambientale
      - Tossicologia forense

  - Infermieristica: complesso delle conoscenze necessarie all'esercizio della professione di infermiere
    - Infermieristica basata sulle prove di efficacia
    - Infermieristica chirurgica
    - Infermieristica geriatrica
    - Infermieristica neurologica
    - Infermieristica pediatrica
    - Infermieristica psichiatrica

  - Medicina: scienza dei fenomeni patologici, della loro cura e della loro prevenzione[30]
    - Medicina basata su prove di efficacia: medicina basata su un metodo clinico ideato per il trasferimento delle conoscenze derivanti dalle ricerche scientifiche alla cura dei singoli pazienti[31]
    - Medicina generale: medicina di comunità, cure primarie, gestione delle patologie sul territorio, attraverso la cura globale del paziente
    - Medicina interna
    - Medicina militare
      - Igiene militare

    - Medicina sociale
    - Medicina specialistica
      - Andrologia
      - Angiologia
      - Audiologia
      - Auxologia
      - Cardiologia
      - Cinesiologia
      - Dermatologia
      - Dermosifilopatia
      - Ematologia
      - Emodinamica
      - Endocrinologia
      - Epatologia
      - Epidemiologia
      - Flebologia
      - Foniatria
      - Gastroenterologia
      - Genetica medica
      - Geriatria
      - Gerontologia
      - Ginecologia
      - Idroclimatologia
      - Igiene
      - Immunologia
      - Medicina aeronautica
      - Medicina del lavoro
      - Medicina del traffico
      - Medicina d'urgenza
      - Medicina legale
      - Medicina navale
      - Medicina nucleare
      - Medicina palliativa
      - Medicina pastorale
      - Medicina preventiva
      - Medicina psicosomatica
      - Medicina scolastica
      - Medicina spaziale
      - Medicina sperimentale
      - Medicina sportiva
      - Microbiologia medica
      - Nefrologia
      - Neurologia
      - Oculistica
      - Odontostomatologia
      - Oncologia
      - Ortopedia
      - Ostetricia
      - Otorinolaringoiatria
      - Paleopatologia
      - Pediatria
      - Psichiatria
      - Radiobiologia medica
      - Reumatologia
      - Tisiologia
      - Urologia

    - Medicina tropicale
    - Patologia
      - Citopatologia
      - Fisiopatologia
      - Fotopatologia
      - Immunopatologia
      - Istologia patologica
      - Patologia chirurgica
      - Patologia medica

    - Semeiotica
      - Semeiotica chirurgica
      - Semeiotica funzionale
      - Semeiotica neurologica
      - Semeiotica ostetrica
      - Semeiotica pediatrica

  - Nutrigenomica: studio delle relazioni tra il cibo e la struttura del DNA individuale, indirizzato a formulare modelli di alimentazione personalizzati[32]
  - Veterinaria: scienza delle malattie negli animali superiori e delle relative cure
    - Anatomia patologica veterinaria
    - Anatomia veterinaria: studio d'interesse veterinario dell'anatomia degli animali
      - Anatomia microscopica veterinaria
      - Anatomia topografica veterinaria

    - Batteriologia veterinaria
    - Cardiologia veterinaria
    - Cinologia: branca della veterinaria riguardante i cani
    - Citologia veterinaria
    - Clinica chirurgica veterinaria
    - Clinica medica veterinaria
    - Dermatologia veterinaria
    - Diagnostica veterinaria
    - Ematologia veterinaria: branca della veterinaria riguardante la morfologia del sangue e dei tessuti formanti il sangue e la loro fisiologia e patologia
    - Embriologia veterinaria: branca della veterinaria riguardante l'embriologia animale
    - Endocrinologia veterinaria
    - Entomologia veterinaria
    - Epidemiologia veterinaria
    - Eziologia veterinaria: branca della veterinaria riguardante le cause delle malattie
    - Farmacologia veterinaria
    - Fisiologia veterinaria
    - Fisiopatologia veterinaria
    - Gastroenterologia veterinaria: branca della veterinaria riguardante lo stomaco, l'intestino e le relative malattie
    - Ginecologia veterinaria
    - Igiene veterinaria
    - Immunologia veterinaria: branca della veterinaria riguardante l'immunità
      - Immunoematologia veterinaria

    - Immunopatologia veterinaria
    - Istologia veterinaria
    - Medicina legale veterinaria
    - Micologia veterinaria: branca della veterinaria riguardante le infezioni fungine
    - Microbiologia veterinaria: branca della veterinaria che segue gli indirizzi della microbiologia medica
    - Neonatologia veterinaria
    - Neurofisiologia veterinaria
    - Neurologia veterinaria
    - Oculistica veterinaria
    - Odontoiatria veterinaria
    - Odontostomatologia veterinaria
    - Oncologia veterinaria: branca della veterinaria riguardante i tumori e la loro cura
    - Ortopedia veterinaria
    - Ostetricia veterinaria
    - Parassitologia veterinaria
      - Elmintologia veterinaria

    - Patologia veterinaria: branca della veterinaria riguardante la natura essenziale delle malattie, in particolare delle modificazioni dei tessuti e degli organi
      - Patologia chirurgica veterinaria: branca della veterinaria riguardante le malattie suscettibili di terapia chirurgica
      - Patologia comparata: branca della patologia veterinaria indirizzata a trovare quelle patologie spontanee o sperimentali nelle varie specie animali con somiglianze o differenze nella eziologia, patogenesi, alterazioni con quelle corrispondenti dell'uomo

    - Semeiotica veterinaria
    - Sierologia veterinaria
    - Teratologia veterinaria
    - Tossicologia veterinaria
    - Urologia veterinaria: branca della veterinaria riguardante l'apparato urinario
    - Virologia veterinaria: branca della veterinaria riguardante i virus e le malattie virali[9][10][13]

## Scienze matematiche, fisiche e naturali

### Astronomia
- Astronomia: scienza dei corpi celesti e dei relativi fenomeni
  - Astrofisica: scienza che studia i corpi celesti mediante la fisica e la chimica
  - Astrometria: scienza riguardante la posizione e il movimento dei corpi celesti
  - Astronomia a raggi X: analisi dei raggi X finalizzato allo studio delle sorgenti astronomiche[33]
  - Astronomia a raggi gamma: studio dei raggi gamma emessi dagli astri[34]
  - Astronomia extragalattica: studio della struttura, distribuzione ed evoluzione degli oggetti non appartenenti alla Via Lattea[35]
  - Astronomia pratica: scienza che usa le conoscenze astronomiche per la misurazione del tempo e la determinazione delle coordinate geografiche
  - Astrosismologia: studio degli astri mediante l'analisi delle deformazioni sulla superficie causate da onde sismiche[36]
  - Cosmologia: branca astronomia teorica riguardante la struttura, l'evoluzione e le origini dell'Universo[37]
  - Planetologia: scienza dei pianeti del sistema solare
  - Radioastronomia: scienza delle onde radio emesse dai corpi celesti
  - Uranografia: disciplina riguardante le costellazioni e la nomenclatura celeste[38]

### Biologia e paleontologia
- Biologia: scienza degli organismi viventi
  - Astrobiologia: indagine sull'ipotetica esistenza di forme di vita su altri pianeti e sull'origine della vita in generale
  - Biochimica: studio della costituzione e delle trasformazione degli esseri viventi da un punto di vista chimico e chimico-fisico
  - Biofisica: studio degli aspetti fisici dei fenomeni biologici
  - Biologia dei sistemi: approccio interdisciplinare nella comprensione dei fenomeni biologici
  - Biologia del suolo: studio degli organismi che abitano nel suolo e partecipano al processo di decomposizione
  - Biologia dello sviluppo: branca della biologia riguardante il processo di sviluppo dalla cellula uovo allo stadio adulto degli organismi
  - Biologia marina: studio degli organismi animali e vegetali che si sviluppano nell'ambiente marino
  - Biologia molecolare: studio dell'attività delle proteine e degli acidi nucleici negli organismi
  - Biologia sperimentale
  - Biologia umana: branca della biologia riguardante la storia naturale dell'uomo
    - Anatomia: studio delle parti anatomiche del corpo umano
    - Antropologia fisica: studio della storia naturale dell'uomo
    - Ecologia umana
    - Genetica umana: disciplina riguardante la successione ereditaria negli esseri umani

  - Biomatematica: scienza che applica la matematica a ricerche riguardanti la biologia, soprattutto la genetica
  - Biometria: scienza che applica la statistica per la comprensione di fenomeni biologici
  - Botanica: studio degli organismi vegetali
    - Dendrologia: studio delle piante legnose

  - Citologia: studio delle cellule
  - Ecologia: studio del rapporto tra organismi e tra organismi e ambiente naturale
  - Elettrobiologia: studio dei fenomeni elettrici connessi alle attività fisiologiche degli esseri viventi e l'influenza dell'elettricità su questi ultimi
  - Embriologia: scienza della formazione e sviluppo degli embrioni
  - Epigenetica: studio delle modifiche chimiche, a carico del DNA o delle regioni che lo circondano, che non coinvolgono cambiamenti nella sequenza dei nucleotidi
  - Fisiologia: scienza delle funzioni organiche degli organismi
  - Fotobiologia: studio degli effetti delle radiazioni luminose, ultraviolette e infrarosse sui sistemi biologici
  - Genetica: scienza della trasmissione dei caratteri ereditari
    - Citogenetica: studio dei fattori ereditari mediante l'analisi della conformazione dei cromosomi
    - Fenogenetica: studio della modalità con cui i caratteri determinati dai geni si manifestano nel corso dello sviluppo
    - Genetica delle popolazioni: studio delle frequenze geniche e delle loro variazioni tra popolazioni della stessa specie
    - Genetica forense: scienza di supporto in indagini nell'ambito della medicina legale
    - Genetica molecolare: studio della struttura molecolare e dei meccanismi normali e patologici del materiale genetico
    - Genetica vegetale: genetica applicata ai vegetali
    - Immunogenetica: studio delle basi genetiche del sistema immunitario e dell'influenza dello stesso sulla configurazione dell'organismo
    - Radiogenetica: studio degli effetti delle radiazioni sul genoma

  - Geobiologia: studio degli organismi delle terre emerse
  - Idrobiologia: studio degli organismi animali e vegetali degli habitat dulciacquicoli
  - Istologia: studio della struttura dei tessuti animali e vegetali
  - Lichenologia: studio dei licheni
  - Micologia: studio dei funghi
  - Microbiologia: studio dei microrganismi
    - Batteriologia: studio dei batteri
    - Protozoologia: studio dei protozoi
    - Virologia: studio dei virus

  - Neuroscienze: insieme degli studi riguardanti il sistema nervoso
  - Paleobiologia: studio delle piante e degli animali del passato
  - Parassitologia: studio dei parassiti
  - Psicobiologia: indagine sui meccanismi alla base del comportamento umano e animale
  - Radiobiologia: studio degli effetti delle radiazioni luminose, ultraviolette e ionizzanti sugli esseri viventi e i loro tessuti
  - Tassonomia: studio teorico della classificazione degli esseri viventi
  - Sistematica: disciplina che si occupa dello studio e identificazione delle relazioni tra gli esseri viventi e i fossili e rappresenta tali relazioni in sistemi gerarchici
  - Zoologia: studio degli animali
    - Anatomia comparata: studio delle somiglianze e differenze tra specie animali
    - Elmintologia: studio dei vermi parassiti
    - Entomologia: studio degli insetti
    - Erpetologia: studio dei rettili
    - Etologia: studio del comportamento animale in relazione all'ambiente di vita
    - Genetica animale
    - Ittiologia: studio dei pesci
    - Malacologia: studio dei molluschi
      - Concologia: studio delle conchiglie

    - Mammologia: studio dei mammiferi
    - Ornitologia: studio degli uccelli
    - Zoologia sistematica
- Paleontologia: scienza dei fossili animali e vegetali
  - Micropaleontologia: studio dei resti fossili microscopici di animali e vegetali
  - Paleobotanica: studio dei fossili vegetali
  - Paleoecologia: studio delle condizioni ambientali in cui vissero animali e vegetali fossili
  - Paleozoologia: studio dei fossili animali

### Chimica
- Chimica: scienza delle proprietà, composizione e reazioni delle sostanze
  - Chimica ambientale: studio dei fenomeni chimici che avvengono nell'ambiente
  - Chimica analitica: disciplina incentrata sulle tecniche per l'analisi della composizione dei composti chimici
  - Chimica applicata: disciplina riguardante le applicazioni pratiche della chimica
    - Chimica agraria: studio della natura chimica del terreno e delle sue relazioni con la vita e lo sviluppo delle piante che su di esso crescono
    - Chimica bromatologica: studio della composizione, le alterazioni e la conservabilità delle sostanze alimentari
    - Chimica docimastica
    - Chimica farmaceutica: studio dell'isolamento e della sintesi di sostanze con proprietà terapeutiche
    - Chimica industriale: studio delle applicazioni industriali della chimica

  - Chimica computazionale: studio della materia attraverso l'applicazione di algoritmi e del calcolo
  - Chimica dei colloidi: studio delle miscele non omogenee contenenti particelle in scala mesoscopica
  - Chimica dei polimeri e delle macromolecole:studio delle molecole che si ottengono dal legame di più monomeri
  - Chimica fisica: studio dei problemi comuni alla fisica e alla chimica
    - Chimica dello stato solido e delle superfici
    - Elettrochimica: studio delle trasformazioni chimiche in cui intervengono l'energia chimica e l'energia elettrica

  - Chimica inorganica: studio dei composti inorganici
    - Chimica bioinorganica: disciplina riguardante gli ioni metallici nei sistemi biologici

  - Chimica nucleare: studio delle trasformazioni che coinvolgono il nucleo atomico
  - Chimica organica: studio dei composti organici
    - Sintesi Organica:parte della chimica organica che si occupa della sintesi di molecole organiche complesse
    - Chimica biorganica: chimica dei composti organici nei sistemi biologici

  - Radiochimica: chimica riguardante i radionuclidi e i loro composti
  - Stechiometria: studio dei rapporti di combinazione delle molecole nelle reazioni chimiche[39]

### Fisica
- Fisica: scienza sperimentale delle leggi e delle proprietà dei fenomeni naturali
  - Acustica: fisica del suono e delle sue proprietà
  - Dosimetria: branca della fisica volta al calcolo della dose assorbita dalla materia sottoposta a radiazioni ionizzanti o non ionizzanti
  - Econofisica: applicazione della fisica a problemi nell'ambito dell'economia
  - Elettrologia: branca della fisica riguardante i fenomeni e le leggi dell'elettricità e dell'elettromagnetismo
  - Elettromagnetismo: fisica dei legami tra fenomeni elettrici e magnetici
  - Fisica atomica: fisica delle proprietà degli atomi
  - Fisica computazionale
  - Fisica del plasma: fisica delle proprietà dinamiche e delle applicazioni del plasma
  - Fisica della materia condensata: fisica che si occupa delle fasi condensate della materia
  - Fisica delle particelle: fisica riguardante le proprietà e il comportamento delle particelle elementari
  - Fisica dello stato solido: fisica della materia allo stato solido
  - Fisica dei sistemi complessi
  - Fisica matematica: studio della matematica applicata alla comprensione dei fenomeni fisici
  - Fisica molecolare: fisica del comportamento e struttura delle molecole
  - Fisica nucleare: fisica dei nuclei atomici e delle loro reazioni
  - Fisica sperimentale: studio sperimentale dei fenomeni fisici
  - Fisica tecnica: branca della fisica applicata a problemi tecnico-pratici
  - Fisica teorica: parte della fisica che impiega soprattutto il calcolo e il ragionamento
  - Magnetoidrodinamica: fisica del comportamento dei fluidi conduttori sottoposti a un campo magnetico esterno
  - Meccanica: scienza del moto dei corpi
    - Cinematica: studio del moto dei corpi, a prescindere dalle sue cause
    - Dinamica: studio del moto dei corpi in relazione alle forze che lo causano
    - Elastomeccanica: disciplina riguardante l'elasticità
    - Idraulica: scienza dell'equilibrio e del moto dei liquidi
    - Meccanica analitica: meccanica che descrive i sistemi complessi in funzione di determinati parametri
    - Meccanica del continuo: meccanica in cui i corpi vengono schematizzati come sistemi in cui la materia si distribuisce con continuità
    - Meccanica dei fluidi: studio del comportamento dei fluidi
    - Meccanica dei solidi
    - Meccanica non lineare: studio dei fenomeni oscillatori mediante equazioni non lineari
    - Meccanica quantistica: scienza basata sulla teoria dei quanti riguardante i fenomeni microscopici molecolari, atomici, subatomici, nucleari e particellari
    - Meccanica razionale: meccanica che, partendo da leggi e principi fisici, ne sviluppa le conseguenze in termini matematici
    - Meccanica relativistica
    - Meccanica statistica: studio delle proprietà macroscopiche della materia mediante la descrizione statistica della dinamica delle particelle
    - Reologia: studio delle deformazioni dei corpi causate da forze esterne
    - Statica: studio dell'equilibrio meccanico dei corpi

  - Ottica: fisica della propagazione della luce e degli effetti della sua iterazione coi corpi
  - Spettroscopia: fisica degli spettri di radiazioni
  - Termologia: fisica dei fenomeni termici
    - Calorimetria: disciplina riguardante la misurazione della quantità di calore prodotta da trasformazioni chimiche o fisiche e la determinazione dei calori specifici e poteri calorifici
    - Termodinamica: scienza degli effetti del calore sulla materia e delle trasformazioni di energia termica in energia meccanica e viceversa

### Matematica
- Matematica: scienza astratta degli enti numerici e geometrici
  - Algebra: branca della matematica volta alla generalizzazione e alla estensione dei procedimenti aritmetici ai numeri e quantità variabili
    - Algebra astratta: algebra basata sulla teoria degli insiemi
    - Algebra commutativa
    - Algebra di Boole: algebra con regole applicabili anche alle operazioni logiche
    - Algebra di Lie
    - Algebra lineare: studio degli spazi vettoriali e delle trasformazioni lineari
    - Teoria dei gruppi
    - Teoria degli anelli

  - Analisi matematica: matematica che impiega metodi legati all'operazione di passaggio al limite
    - Analisi armonica: studio della rappresentazione delle funzioni e dei segnali come sovrapposizione di onde fondamentali
    - Analisi funzionale: studio dei funzionali
    - Analisi reale: analisi nel campo dei numeri reali
    - Analisi numerica: analisi riguardante gli algoritmi per la risoluzione approssimata di problemi matematici
    - Analisi complessa: analisi nel campo dei numeri complessi
    - Analisi stocastica: studio dei processi stocastici tramite metodi dell'analisi matematica
    - Analisi microlocale
    - Calcolo delle variazioni: studio dei massimi e dei minimi dei funzionali

  - Aritmetica: studio dei numeri e delle relative operazioni
    - Aritmetica pratica: studio dei sistemi di numerazione
    - Artimetica razionale: studio dei procedimenti logici diretti alla deduzione di talune proprietà formali da precedenti proprietà

  - Geometria: scienza dello spazio e delle figure spaziali
    - Geometria affine: branca relativa alle proprietà invarianti di uno spazio rispetto all'omografia
    - Geometria algebrica: studio delle varietà algebriche
    - Geometria analitica: geometria che impiega un sistema di riferimento cartesiano
    - Geometria combinatoria
    - Geometria descrittiva: studio dei metodi di rappresentazione bidimensionale di oggetti dello spazio
    - Geometria euclidea: geometria basata sui cinque postulati di Euclide
    - Geometria non euclidea: geometria che nega il V postulato di Euclide
    - Geometria proiettiva: studio delle proprietà degli enti geometrici invarianti rispetto alle omografie
    - Geometria solida: geometria delle figure solide
    - Geometria superiore
    - Topologia: studio di quelle proprietà delle figure che non variano con le deformazioni continue

  - Matematica applicata: matematica volta all'elaborazione di strumenti dedicati ad altre scienze o ad applicazioni tecniche
    - Matematica attuariale: disciplina che impiega il calcolo delle probabilità per certi eventi relativi a problemi della tecnica assicurativa
    - Matematica finanziaria: disciplina incentrata sull'applicazione della matematica ai fenomeni finanziari

  - Matematica discreta: studio delle strutture finite, che non richiedono il concetto di continuità
  - Trigonometria: disciplina riguardante il calcolo degli elementi di un triangolo effettuato conoscendone tre, tra cui almeno un lato
    - Goniometria: teoria della misurazione degli angoli
    - Trigonometria piana: trigonometria dei triangoli piani
    - Trigonometria sferica: trigonometria dei triangoli sferici.

  - Teoria della probabilità

### Scienze della Terra
- Scienze della Terra: scienze delle caratteristiche del pianeta Terra
  - Crenologia: scienza riguardante le sorgenti di acqua minerale
  - Geochimica: scienza della costituzione della Terra e dei processi chimico-fisici formativi
  - Geodesia: scienza della forma e delle dimensioni della Terra
  - Geofisica: scienza dei fenomeni fisici che avvengono nell'atmosfera terrestre, sulla o dentro la Terra
    - Fisica dell'atmosfera
    - Climatologia: studio dei vari tipi di climi
    - Geodinamica: disciplina riguardante movimenti lenti (bradisismi) e bruschi (terremoti) della crosta terrestre
    - Geotermia: studio delle possibilità di sfruttamento del calore interno della Terra come fonte di energia termica
    - Glaciologia: studio della formazione dei ghiacciai nella loro struttura e nelle caratteristiche fisiche
    - Sismologia: studio delle cause, la dinamica, le caratteristiche e la dislocazione dei terremoti, nonché dei movimenti del suolo ad essi connessi

  - Geologia: scienza della crosta terrestre
  - Geomatica: scienza del rilevamento e trattamento informatico dei dati relativi alla Terra
  - Idrologia: scienza delle caratteristiche fisiche e chimiche delle acque
  - Meteorologia: scienza dell'atmosfera e dei fenomeni atmosferici
  - Mineralogia: scienza della genesi, trasformazioni e proprietà morfologiche, fisiche, chimiche e strutturali dei minerali
  - Oceanografia: scienza dell'ambiente marino
  - Paleogeografia: indagine sulla forma e le caratteristiche dei continenti e dei bacini marini nelle precedenti ere geologiche
  - Speleologia: scienza delle grotte e caverne naturali
  - Vulcanologia: scienza dei fenomeni connessi all'attività vulcanica
  - Potamologia: La potamologia (dal greco пοταμός, "potamòs" fiume e Λoγos, "logos" = studio) o fluviologia, è la scienza che si occupa dello studio dei corsi d'acqua (fiumi, torrenti). La potamologia, per definizione, è una branca dell'idrologia.
  - Limnologia: La limnologia (dal greco Λίμνη "limne" = acqua stagnante e λόγος "logos" = studio) è quella branca dell'idrologia che studia le acque continentali (o acque interne)[1].
  - Pedologia: studio del suolo

### Altre scienze fisiche e naturali
- Scienze ambientali[9][10][13]

## Scienze sociali
- Archeologia industriale: studio degli effetti dell'industrializzazione sulla società e il territorio
- Antropologia: studio degli esseri umani nei loro aspetti naturali, culturali e sociali
  - Antropologia culturale: studio della cultura dei vari gruppi di esseri umani
  - Antropologia economica: studio dei legami tra l'attività economica e l’ambiente socioculturale dei vari gruppi di esseri umani
  - Etologia umana
- Criminologia: studio della criminalità e della sua prevenzione
  - Antropologia criminale: studio dei tratti somatici e psico-fisici dei criminali
  - Sociologia criminale: studio delle relazioni tra comportamento criminale e la società
  - Vittimologia: studio delle conseguenze psicologiche e sociologiche del crimine sulle vittime
- Demografia: studio statistico dei vari fenomeni riguardanti le popolazioni umane
- Etnologia: studio dei popoli e delle culture umane
  - Ergologia: studio della cultura materiale dei popoli
  - Etnostoria: studi delle civiltà scomparse effettuato con il metodo storico
- Geopolitica: studio della correlazione tra la collocazione geografica e la storia di un popolo o una nazione
- Geografia umana: studio delle reciproche influenze tra l'ambiente naturale e gli esseri umani
  - Geografia culturale[40]
  - Geografia economica: studio delle relazioni tra i fenomeni economici e l'ambiente sociale e naturale
  - Geografia politica: studio delle unità politico-territoriali nella loro distribuzione geografica ed evoluzione
  - Geografia sociale: studio del rapporto tra le caratteristiche dei vari gruppi umani e le condizioni ambientali
  - Geografia storica: disciplina volta alla spiegazione delle caratteristiche dei luoghi mediante i fatti storici
  - Geografia urbana
- Giurisprudenza: studio delle norme legislative e consuetudinarie che regolano le società
  - Biodiritto: studio delle norme riguardanti l'ambito delle scienze della vita
  - Diritto canonico: studio dell'ordinamento normativo della Chiesa cattolica
  - Diritto comparato
  - Diritto della navigazione: studio delle norme disciplinanti il traffico aereo e quello delle imbarcazioni
  - Diritto internazionale: studio delle norme disciplinanti le organizzazioni internazionali e i rapporti tra stati o cittadini di stati diversi
  - Diritto internazionale privato: studio delle norme di uno stato riguardanti fatti attinenti ad altri ordinamenti giuridici
  - Diritto interno: studio delle norme stabilite dai singoli stati
  - Diritto positivo: studio delle norme stabilite da uno stato in un determinato contesto temporale
  - Diritto privato: studio delle norme disciplinanti i rapporti tra cittadini e enti privati
  - Diritto pubblico: studio delle norme riguardanti l'organizzazione e le funzioni degli enti dotati di sovranità
  - Semiotica giuridica: studio del linguaggio del diritto teso alla corretta interpretazione dello stesso
- Linguistica: studio del linguaggio umano
  - Etimologia: studio della storia delle parole
  - Fonetica: studio dei suoni articolati dall'apparato di fonazione umano
  - Geografia linguistica: studio della distribuzione geografica dei fenomeni linguistici propri di un dialetto o gruppo linguistico
  - Lessicografia: tecnica di raccolta dei vocaboli
  - Linguistica applicata: disciplina volta all'impiego della linguistica per problemi pratici
  - Linguistica comparata
  - Linguistica computazionale: studio dei fenomeni linguistici mediante spogli elettronici
  - Linguistica matematica: studio delle proprietà formali e matematiche del linguaggio
  - Linguistica pragmatica: studio della relazione tra segni e colui che li usa
  - Linguistica romanza
  - Linguistica storica: studio dell'evoluzione delle lingue nel tempo
  - Linguistica strutturale: studio della struttura interna delle lingue
  - Linguistica testuale: studio e classificazione dei testi
  - Onomasiologia: studio dei diversi significati assunti da uno stesso concetto all'interno di più lingue o dialetti o nella stessa lingua
  - Onomastica: studio dei nomi propri
  - Psicolinguistica: studio della relazione tra processi psicologici e fenomeni linguistici
  - Semantica: studio del significato degli enunciati di una lingua o dialetto
  - Tipologia linguistica: studio delle differenze e somiglianze che intercorrono tra le lingue
- Paletnologia: studio degli esseri umani nella preistoria
  - Paletnologia linguistica: studio delle popolazioni preistoriche o protostoriche mediante l'onomastica, le epigrafi e la comparazione linguistica
- Parapsicologia: studio di presunti fenomeni paranormali
- Pedagogia: studio dei problemi connessi all'educazione e formazione degli esseri umani
  - Biopedagogia: disciplina sorta dall'integrazione tra la pedagogia e la biologia
  - Didattica: studio dei metodi d'insegnamento
  - Pedagogia cristiana: pedagogia ispirata al Cristianesimo
  - Pedagogia fenomenologica
  - Pedagogia sociale: studio dei problemi educativi alla luce delle problematiche sociali
  - Pedagogia sperimentale: studio sperimentale dei metodi e fenomeni educativi
- Psicanalisi: studio e trattamento della psiche incentrato sull'inconscio
- Psicologia: studio dei processi mentali
  - Caratterologia: studio del carattere
  - Neuropsicologia: studio dei fondamenti neurologici e cognitivi dei fenomeni psicologici
  - Psicofisica: studio sperimentale del legame tra fenomeni psicologici e fenomeni fisiologici
  - Psicofisiologia: studio sperimentale dei rapporti tra eventi psicologici e modificazioni fisiologiche
  - Psicologia ambientale: studio degli effetti psicologici degli ambienti fisici
  - Psicologia analitica: dottrina psicologica che differisce dalla psicanalisi freudiana per la distinzione tra inconscio individuale e inconscio collettivo
  - Psicologia animale: studio del comportamento animale mediante l'osservazione, la descrizione e le procedure di sperimentazione in laboratorio[41]
  - Psicologia anormale: studio delle turbe e disturbi mentali
  - Psicologia applicata: disciplina volta a risolvere problemi pratici mediante l'applicazione della psicologia scientifica
    - Psicologia clinica: indirizzo psicoterapeutico che utilizza le nozioni ottenute dalla ricerca di varie branche della psicologia
    - Psicologia del lavoro: studio delle attitudini personali lavorative e dell'iterazione tra individui e ambiente lavorativo
    - Psicologia delle organizzazioni
    - Psicologia differenziale: studio delle differenze nei comportamenti animali e nei processi psichici fra individui, gruppi, sessi, classi di età, classi sociali, culture ed etnie
    - Psicologia giuridica: studio dei rapporti tra diritto e psicologia
      - Psicologia forense: studio delle problematiche psicologiche nella pratica giudiziaria

    - Psicologia industriale: studio del fattore umano nel contesto industriale
    - Psicologia medica: nozioni psicologiche ad uso dei medici nell'interazione con i pazienti
    - Psicopedagogia: studio di tutti i comportamenti che possono essere stimolati e osservati in situazioni che coinvolgono il processo di apprendimento e insegnamento

  - Psicologia cognitiva: indirizzo psicologico incentrato sull’analisi della gestione delle informazioni provenienti dall'ambiente da parte di un organismo
  - Psicologia comparata: studio comparativo tra più soggetti o classi di soggetti
  - Psicologia comportamentale: studio del comportamento manifesto di un individuo osservabile e suscettibile di controllo intersoggettivo
  - Psicologia dell'arte
  - Psicologia della forma
  - Psicologia dell'invecchiamento: studio psicologico dell'invecchiamento, dei fenomeni ad esso connessi e dei possibili rimedi
  - Psicologia dello sviluppo: studio dello sviluppo psicologico durante la vita
  - Psicologia dinamica: corrente psicologica che ricerca le cause dei fenomeni psicologici manifesti in fattori di non immediato riconoscimento da parte della coscienza
  - Psicologia esistenziale
  - Psicologia infantile: studio dei processi psichici nei bambini
  - Psicologia pastorale: disciplina psicologica volta a supportare l'attività pastorale
  - Psicologia religiosa: studio degli aspetti psicologici della religiosità
  - Psicologia sociale: studio della socializzazione e dell'interazione sociale
  - Psicologia sperimentale: disciplina psicologica che fa uso del metodo sperimentale
  - Psicologia transpersonale
  - Psicologia umanistica
  - Psicometria: disciplina volta alla misurazione numerica e quantitativa di aspetti del comportamento umano o animale
- Scienza della politica: complesso discipline riguardanti problemi sociali e politici inseriti in un economico, giuridico e sociologico
  - Politica comparata: disciplina che usa un metodo comparativo per analizzare i fenomeni politici che avvengono nei vari stati
  - Relazioni internazionali: studio dell'interazione tra Stati o gruppi di Stati e dell'operato di attori non governativi e transnazionali
- Scienze economiche: insieme di scienze e tecniche riguardanti l'attività economica
  - Analisi economica del diritto: scuola di pensiero che analizza i diversi esiti economici che la norma giuridica comporta e le modalità con cui creare il massimo vantaggio tra le parti
  - Economia agraria: studio del complesso delle risorse e delle attività dirette alla loro utilizzazione nel settore agricolo
  - Economia aziendale: studio dell'attività economica dal punto di vista delle singole aziende
  - Economia dell'ambiente
  - Economia del lavoro
  - Economia dell'informazione: branca dell'economia che analizza l'influenza delle informazioni sulle decisioni e le attività degli operatori e l'uso delle stesse nel sistema economico
  - Economia dell'istruzione: studio delle scelte riguardanti l'istruzione, ma anche i costi, i risultati e l'influenza della stessa sull'economia
  - Economia dello sviluppo
  - Economia evolutiva
  - Economia industriale
  - Economia internazionale: studio delle cause e delle conseguenze dei rapporti economici tra i vari stati
  - Economia matematica
  - Economia monetaria: disciplina riguardante il mercato della moneta e la politica monetaria
  - Economia politica: scienza dell'attività economica
  - Economia regionale: studio dell'allocazione geografica di risorse non equamente distribuite e non perfettamente mobili
  - Economia urbana: studio dell'organizzazione del lavoro nelle città
  - Estimo: studio della stima del valore dei beni
  - Macroeconomia: studio delle variabili di equilibrio dei grandi aggregati
  - Microeconomia: studio del comportamento delle singole unità economiche
  - Scienza delle finanze: studio del settore pubblico
  - Storia economica[42]
- Semiotica: studio dei segni
- Sessuologia: studio della sessualità
- Sociobiologia: studio delle relazioni tra la biologia e il comportamento sociale degli esseri viventi
- Sociologia: studio dei fenomeni riguardanti la società
  - Sociologia del diritto: studio dei rapporti tra diritto e società
  - Sociologia del genere: studi, sviluppati sotto la spinta dei movimenti femministi, sul rapporto maschile-femminile con un approccio storico-comparativo
  - Sociologia del lavoro: studio dell'organizzazione del lavoro nelle unità produttive
  - Sociologia della comunicazione
  - Sociologia della conoscenza: studio dell'influenza della società sulla conoscenza
  - Sociologia della famiglia
  - Sociologia della letteratura: studio dei condizionamenti reciproci tra società e letteratura
  - Sociologia della religione: studio dell'influenza della religiosità sulla società
  - Sociologia dell'arte: studio dei condizionamenti reciproci tra società e arte
  - Sociologia della salute e della medicina
  - Sociologia dell'organizzazione: studio delle relazioni deliberatamente scelte dagli individui e dei vincoli finalizzati al raggiungimento di obiettivi specifici
  - Sociologia del tempo
  - Sociologia economica: studio dei fenomeni economici con i concetti, le variabili e i modelli esplicativi della sociologia
  - Sociologia industriale: studio del lavoro nella società industrializzata
  - Sociologia militare
  - Sociologia politica
  - Sociologia rurale: studio delle comunità rurali
  - Sociologia storica
  - Sociologia urbana: studio della vita negli agglomerati urbani
  - Sociometria: studio delle relazioni sociali mediante tecniche di misurazione quantitativa
- Urbanistica: studio dei centri urbani e dei possibili miglioramenti che possono essere apportati agli stessi
  - Urbanistica commerciale: urbanistica applicata alla pianificazione dei luoghi dedicati all'attività commerciale[9][10][13]

## Altre discipline
- Cronologia: indagine sulla collocazione degli eventi storici nel tempo
  - Cronografia: tecnica di esposizione sistematica degli eventi secondo un ordine cronologico e creazione di tabelle per i vari sistemi di datazione
  - Dendrocronologia: disciplina riguardante la correlazione tra l'andamento del clima e lo spessore degli anelli di accrescimento degli alberi
  - Geocronologia: scienza dei tempi geologici e dei metodi di datazione dei reperti preistorici
- Futurologia: indagine sugli sviluppi futuri della tecnologia
- Gastronomia: studio dell'arte della preparazione dei cibi
- Grafologia: indagine sulla personalità, il carattere e le condizioni psichiche degli individui mediante l'analisi della scrittura
- Metrologia: scienza della misurazione delle grandezze fisiche
- Ricerca operativa: disciplina che studia con metodi quantitativi problemi connessi ai sistemi organizzati e ai relativi processi decisionalI.
  - Programmazione matematica: branca della ricerca operativa che studia i metodi di determinazione dei punti di massimo e minimo di una funzione
- Scienze dell'alimentazione
- Scienze dell'informazione
  - Archivistica: disciplina riguardante la gestione degli archivi
  - Bibliografia: studio dei sistemi di classificazione e descrizione dei testi
  - Biblioteconomia: disciplina riguardante l'organizzazione delle biblioteche
- Scienze dello sport
- Statistica: studio dei fenomeni collettivi misurabili e descrivibili quantitativamente
  - Statistica applicata: disciplina riguardante l’applicazione della statistica a diversi ambiti disciplinari
    - Statistica economica: studio dei fenomeni economici con metodi statistici
    - Statistica psicometrica
    - Statistica sanitaria: statistica applicata alle discipline del settore sanitario
    - Statistica sociale:

  - Statistica aziendale: disciplina che fornisce l'insieme degli strumenti di stampo statistico necessari per una corretta ed approfondita analisi e gestione economica del sistema-azienda
  - Statistica ecclesiastica: studio quantitativo dei fenomeni derivanti dall'azione spirituale e sociale della Chiesa
  - Statistica giudiziale
  - Statistica non parametrica: branca della statistica rivolta allo studio dei dati misurabili senza necessità di ipotesi a priori (o parametri) sul campione desiderato
  - Statistica storica
- Stereologia: disciplina tesa alla ricostruzione della struttura tridimensionale degli oggetti mediante l'analisi delle sezioni[9][10][13]